# Vice (Magazin)
Vice (Eigenschreibweise: VICE, von englisch vice, ‚Laster‘) ist ein US-amerikanisches Online- und Print-Magazin mit dem Fokus auf Lifestyle, Kultur, Kunst, Nachrichten und Politik. Die 1994 im kanadischen Montreal gegründete und mittlerweile in New York ansässige werbefinanzierte Zeitschrift besitzt mehrere Ableger in über zwanzig Ländern. Herausgeber ist das Unternehmen Vice Media. Die deutsche Ausgabe erscheint seit August 2005, die österreichische und schweizerische Ausgabe seit 2007. Inzwischen steht VICE auch für das dahinter entstandene globale Medienunternehmen und dessen Eigenproduktionen. Vice Media meldete 2023 Insolvenz an, die Einstellung von Vice Deutschland sowie wenig später der internationalen Website wurde Anfang 2024 bekanntgegeben. Ende September 2024 verkündete das Magazin ein Come-Back.

## Inhalt und Konzept
Die Zeitschrift beschäftigt sich hauptsächlich mit der Jugendkultur sogenannter Millennials, dabei behandelt sie auch Themen wie Sex, Drogen und Gewalt sowie länderübergreifend wichtige Sozialprobleme oder politische Konflikte.
Neben Vice gibt es online u. a. noch:
- Broadly für Feminismus
- i-D für Mode
- Motherboard für Technologie
- Munchies für Ernährung
- Noisey für Musik
- VICE News für Nachrichten
- Waypoint für Computerspiele

Im Mai 2019 wurden die deutschsprachigen Ausgaben von Broadly, Motherboard, Munchies und Noisey eingestellt.
Die Zeitschrift ist anzeigenfinanziert und liegt kostenlos in u. a. Kneipen, Bars, Clubs sowie Bekleidungs- und Musikgeschäften aus.
2013 gelang Vice ein Mediencoup, als es den ehemaligen Basketballspieler Dennis Rodman zu einem Treffen mit dem nordkoreanischen Machthaber Kim Jong-un in Pjöngjang begleitete. Im August 2014 zeigte Vice als erstes Nachrichtenmedium eine Reportage über den Islamischen Staat.
Heute erscheinen lokale Ausgaben der Zeitschrift in:
- Australien/Neuseeland
- Belgien
- Brasilien
- China
- Dänemark
- Deutschland
- Frankreich
- Griechenland
- Großbritannien
- Italien
- Japan
- Kanada
- Kolumbien
- Mexiko
- Niederlande
- Österreich/Schweiz
- Polen
- Portugal
- Rumänien
- Russland
- Schweden
- Serbien
- Spanien
- Tschechien
- Slowakei
- USA

## Geschichte
Die Zeitschrift wurde 1994 im kanadischen Montreal von den drei damals arbeitslosen Freunden Suroosh Alvi, Shane Smith und Gavin McInnes gegründet. Sie begann als Fanzine für Subkulturen unter dem Namen Voice of Montreal. Sie wurden anfangs von der Regierung als Teil eines Projektes, das Arbeitsplätze und Jobchancen schaffen soll, finanziell unterstützt. 1996 machten sich die Redakteure von ihrem ursprünglichen Herausgeber Alix Laurent unabhängig. Sie kauften ihm die Rechte ab und benannten das Magazin in Vice um.
Um den Anzeigenverkauf an Streetwearfirmen zu verbessern, zog die Hauptredaktion 2002 nach New York um.
2009 gründete Vice mit Intel die Onlinesparte Creators Project zur Förderung und Verbreitung kreativer Ideen und Innovationen. Ende 2013 startete VICE News mit etwa 100 Reportern und Redakteuren in 35 Büros rund um die Welt, unter anderem in New York, London, Berlin, Mexiko-Stadt, São Paulo, Los Angeles, Istanbul, Moskau, Peking und Kabul. 2013 begann zudem die Ausstrahlung von Vice-Dokumentationen auf dem US-amerikanischen Privatsender HBO. 2015 wurde die Zusammenarbeit mit HBO für vier weitere Jahre verlängert. Dokumentationen von Vice wurden im deutschsprachigen Raum im ZDF, SRF und auf RTL II gezeigt. Medienkooperationen ging VICE zudem unter anderen mit CNN, MTV, Spiegel Online und Zeit Online ein. 2016 startete der TV-Sender Viceland. Mit Vice Records (Musiklabel), Vice Film (Filmproduktionsgesellschaft), Virtue (Marketing- und Designagentur), Advice Network (Werbenetzwerk) sowie Vice Books (Verlag) ist das Unternehmen mittlerweile in weiteren Medienbereichen tätig.
2012 betrug der Jahresumsatz von Vice Media etwa 175 Millionen Dollar. Der Wert des Unternehmens wurde auf 1,4 Milliarden Dollar geschätzt. Das Magazin wurde in 27 Ländern mit einer Gesamtauflage von 1,1 Millionen vertrieben. 2013 beteiligte sich Rupert Murdoch über 21st Century Fox mit 70 Millionen Dollar (rund 52 Millionen Euro) an VICE, 2014 das Investmentunternehmen TCV und der US-amerikanische Privatsender A&E Network mit jeweils 250 Millionen Dollar. 2014 wurde der Jahresumsatz mit 500 Millionen Dollar und der Unternehmenswert mit 2,5 Milliarden Dollar beziffert. 2017 wurde der Unternehmenswert nach dem Einstieg von TPG Capital auf 5,7 Milliarden Dollar geschätzt. Der Hauptanteil am Unternehmen wird von den ursprünglichen Herausgebern gehalten.
Ende des Jahres 2017 wurde durch Recherchen der The New York Times bekannt, dass mehr als 20 Frauen Opfer oder Zeuge sexueller Übergriffe in der Redaktion von Vice geworden sein sollen.

## Wirtschaftliche Lage und Insolvenz
Vice Media war mehrmals von Zahlungsausfällen bedroht. Wegen wirtschaftlicher Schwierigkeiten trennte sich Vice Media im Frühjahr 2019 von 250 Mitarbeitern, etwa 10 Prozent der Belegschaft. Im Oktober 2019 übernahm Vice Media Refinery29, ein Onlineportal für junge Frauen. Infolge der COVID-19-Pandemie wurde im Mai 2020 der Abbau von 155 Arbeitsplätzen, etwa 10 Prozent der Belegschaft, bekanntgegeben.
Die New York Times meldete im April 2023, dass Vice auf der Suche nach einem Käufer sei, um die drohende Insolvenz abzuwenden. Im Mai 2023 machten die Fortress Investment Group, Soros Fund Management und Monroe Capital das Angebot, Vice für 225 Millionen Dollar zu übernehmen. Am 15. Mai 2023 meldete das Medienunternehmen Vice Media Insolvenz an. In der Folge wurde der Umfang der regionalen Ausgaben in mehreren Ländern stark reduziert. Anfang 2024 folgte zuerst die Einstellung der deutschen Ausgabe, wenig später wurde mit vice.com auch die US-Website eingestellt. Laut CEO Bruce Dixon rechnete das Unternehmen damit, dass durch diese Maßnahmen mehrere hundert Mitarbeiter ihren Arbeitsplatz verlieren würden. Inhalte sollen weiterhin über die Social-Media-Kanäle verbreitet werden. Außerdem sind Kooperationen mit anderen Medienhäusern geplant.

## Vice Deutschland
Die deutsche Redaktion fing 2005 in Berlin mit fünf Mitarbeitern an und wuchs bis 2015 auf 140 Mitarbeiter an. Gründer der deutschen Ausgabe war Benjamin Ruth, der anschließend Geschäftsführer und Herausgeber war. 2021 folgte ihm Karin Helfer in diesen Positionen. Chefredakteur der deutschen Ausgabe war von 2008 bis 2018 der Cambridge-Absolvent Tom Littlewood. Laura Himmelreich war ab 2016 Chefredakteurin der deutschen Online-Ausgabe und ab 2018 Chefredakteurin aller deutschsprachigen Ausgaben. 2019 wurde sie von Felix Dachsel abgelöst. Dieser wiederum wurde 2022 von Tim Geyer abgelöst. Die Redaktion war 2014 im Durchschnitt 28 Jahre alt, die Hälfte davon weiblich. 2015 lag die Auflage bei 100.000 Exemplaren. Vice Deutschland produzierte ab April 2017 neben Bild, Spiegel Online und Sky Inhalte für Snapchat Discover.
Im August 2018 wurde bekannt, dass das gesamte achtköpfige Team der Österreich-Redaktion beschlossen hatte, das Unternehmen zu verlassen. Als Grund wurden geplante Umstrukturierungen angegeben. Seither werden die drei deutschsprachigen Landesredaktionen in Deutschland, Österreich und der Schweiz zentral koordiniert. Am 14. Februar 2024 wurde die Einstellung des Betriebs in Deutschland für Ende März 2024 bekannt gegeben.

## Kritik
An Vice wird kritisiert, dass viele Inhalte oberflächlich bleiben und auf Provokation und Grenzüberschreitungen ausgerichtet sind. 2013 zog das Muttermagazin Teile einer Veröffentlichung mit dem Titel „Letzte Worte“ zurück, in der „Schriftstellerinnen, die sich selbst umbringen“ abgebildet waren. Der damalige Herausgeber des US-Mutterunternehmens und der Software-Mogul John McAfee flohen gemeinsam vor den Behörden, um einer Befragung in einem Mordfall zu entgehen.
Im Herbst 2017 wurden beim US-Mutterunternehmen Belästigungsvorwürfe laut. In der Folge wurden auch Vorwürfe von Mitarbeiterinnen gegen Mitarbeiter des deutschen Magazins öffentlich.
Regelmäßig wird Vice für seine distanzlose Berichterstattung über Drogen kritisiert. Die gleichlautende Rubrik stellt in der deutschsprachigen Ausgabe Online durchschnittlich ein Viertel aller Beiträge an einem durchschnittlichen Tag. Die Hamburger Kontrollstelle für Jugendmedienangebote bemängelte auf eine Anfrage des NDR-Medienmagazins Zapp, dass negative Aspekte des Drogenkonsums als Teil der Freizeitgestaltung ausgeblendet werden, bis hin zu Anleitungen, wie man Drogen vor der Polizei versteckt. Hervorgehoben wurde unter anderem ein Artikel mit Rezeptideen für psychedelische Pilze. Die Recherchen von Zapp waren für die zuständige Medienanstalt Berlin-Brandenburg Anlass, Vice auf Verstöße gegen den Jugendmedienschutz hin zu überprüfen. Der Leiter des Deutschen Zentrums für Suchtfragen des Kindes- und Jugendalters, Rainer Thomasius, wertet die Artikel als stark jugendgefährdend.
„Das ist aus suchtpräventiver Sicht ein Schlag ins Gesicht. Im Grunde genommen geht es in diesen Artikeln darum, junge Menschen zum Drogenkonsum zu verführen.“

## Film
- Die VICE-Story – Gosse. Gonzo. Größenwahn.: Humor & Hedonismus (Staffel 1, Folge 1) in der ARD-Mediathek. Video (32 Min.), abrufbar bis 29. Dezember 2029 (Dokumentationsreihe mit insgesamt 3 Folgen)[44]